# 名古屋情報専門学校
名古屋情報専門学校（なごやじょうほうせんもんがっこう、英文表記：Nagoya College of Information）は、愛知県名古屋市緑区にある私立専門学校。

## 概要
学校法人名古屋学園が設置する。略称は名情専（めいじょうせん）。
主にソフトウェア情報（コンピュータ）技術習得を目的としている。学校法人電波学園姉妹校。高等課程（一般高校に相当）および専門課程（一般専門学校に相当）があり、高等課程からの5か年一貫教育を目指している。

## 設置学科
それぞれの詳細は「公式ホームページ」を参照されたい

### 専門課程
- 情報管理科
- ITエンジニアコース
- ITスペシャリストコース
- ものづくりコース
- 就業力育成コース

### 高等課程
- 情報処理科

## 沿革
- 1977年（昭和52年） - 創立。
- 1982年（昭和57年） - 学校法人電波学園の姉妹校となる。
- 1985年（昭和60年） - 愛知産業大学三河高等学校との併修を開始。
- 1990年（平成2年） - 情報管理科の設置。
- 2011年（平成23年） - 新校舎完成。
- 2017年（平成29年） - 2号館完成。
- 2017年（平成29年） - パソコンのWordとExcelを2010年（平成22年）度版から2016年（平成28年）度版へ更新。
- 2022年（令和4年） - (高等課程)パソコン室を廃止。ノートパソコン・電子黒板を導入。1号館と2号館の間に渡り廊下を設置。

## 高等課程行事

### 年間行事
| 4月 - 始業式・入学式 - 教育合宿（1年生） - 愛知産業大学三河高校スクーリング - 健康診断 5月 - 愛知産業大学三河高校スクーリング - 進路説明会（3年生） 6月 - 1学期期末試験 7月 - 修学旅行（3年生） - 保護者会 - 企業訪問（3年生） 8月 - 企業訪問（3年生） 9月 - 始業式 - 愛知産業大学三河高校スクーリング - 実力テスト - 2学期中間テスト | 10月 - 学校見学会 11月 - 体育大会 - ミュージカル鑑賞（3年生） - 合唱発表会 - 2学期期末試験 - 学校見学会 12月 - スポーツ大会 - 専ワークショップ（2年生） - 終業式 1月 - 始業式 - 卒業旅行（3年生） - 卒業試験（3年生） 2月 - 進級試験 - 進路説明会（2年生） 3月 - 卒業式 - 修了式 |

## クラブ（部活動）・同好会
詳細は「スクールライフ」を参照
クラブ（部活動）
- バレーボール部
- サッカー部
- 卓球部
- 陸上競技部
- 軟式野球部
- パソコン部

同好会
- バドミントン同好会
- 鐵道同好会
- マンガ同好会
- バスケットボール同好会

## 施設
- パソコン実習室
- 体育館
- 図書コーナー

## 主な資格取得
- 情報活用検定
- ITパスポート
- ビジネス能力検定
- Microsoft Office Specialist
- CCNA
- 簿記検定
- QC検定
- サービス接遇検定
- 情報処理技術者能力認定試験
- ホームページ制作検定
- 情報処理技能検定試験 データベース
- Webクリエイター能力認定試験
- C言語プログラミング能力認定試験
- Javaプログラミング能力認定試験
- コミュニケーション検定
- ビジネス著作権検定
- PowerPointプレゼンテーション技能認定試験
- 日本漢字能力検定
- ビジネス数学検定
- 実用英語検定
- 介護職員初任者研修
- 文章入力スピード認定試験
- ICTプロフィシエンシー検定試験
- 全商ビジネス文書実務検定
- 全商情報処理検定
- 日本漢字能力検定
- 危険物取扱者
- ボイラー取扱者 など

## 専門課程行事

### 年間行事
| 4月 - 入学式 - 始業式 - 前期授業開始 - 国家試験（基本情報技術者） 5月 - 学生親睦会 6月 - ボランティア（有松しぼり祭り） - 前期試験 - 保護者会 7月 - 夏期休暇開始 - J検 8月 - 夏期休暇 9月 - 夏期休暇終了 - 後期授業開始 | 10月 - ボランティア（有松秋季大祭・介護施設秋祭り） - 国家試験（基本情報技術者） - 交流イベント 11月 - 社会研修会 - 学校祭（有情祭） 12月 - J検 - ワークショップ祭 - 2年生卒業試験 - 校内企業説明会開始 - 冬季休暇開始 1月 - 冬季休暇終了 - 1年生進級試験 2月 - 1年生進級試験 3月 - 卒業式 - 1年生終業式 |

## 基本データ
交通アクセス
- 名鉄名古屋本線 「有松駅」より徒歩5分。